# Église Saint-Pierre de Stockholm
L'église  Saint-Pierre (en suédois : Sankt Peters kyrka) est une église située dans le quartier de Norrmalm à Stockholm en Suède.  

## Présentation
L'église Saint-Pierre est une église méthodiste conçue par l'architecte Erik Lallerstedt et construite à l'intersection d'Upplandsgatan et de Kammakargatan dans les années 1900-1901.
Depuis la fusion en 2011 d'églises luthériennes, réformées, méthodistes et baptistes., la congrégation fait partie de l'Église unie de Suède.
Le bâtiment, intégré au quartier, est en pierre calcaire sculptée. Le style peut être décrit comme Art Nouveau avec des éléments néogothiques et, comme l'église Saint-Matthieu de Lallerstedt, sa tour blanchie à la chaux s'élève latéralement au-dessus de l'entrée. 
Le pilier d'angle est orné d'un groupe de sculptures en grès sculpté représentant une figure du Christ entouré de trois personnes cherchant aide et soutien avec le nom du Christ Consolateur. 
Une rosace fait face à Kammakargatan.
La chaire est située derrière et au-dessus de l'autel. Le retable a été peint en 1925 par Olle Hjortzberg.

## Galerie

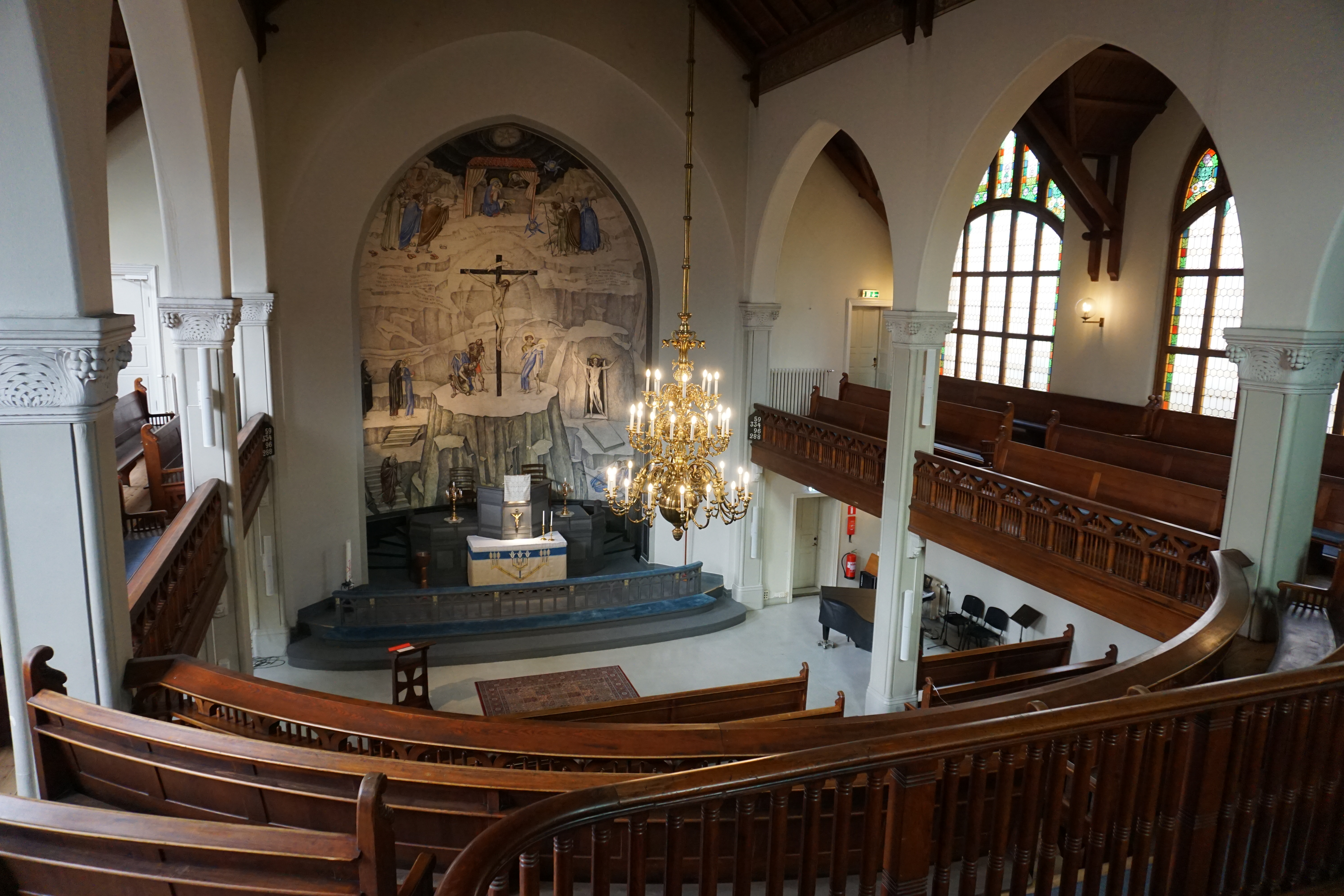
La nef vue vers le nord.
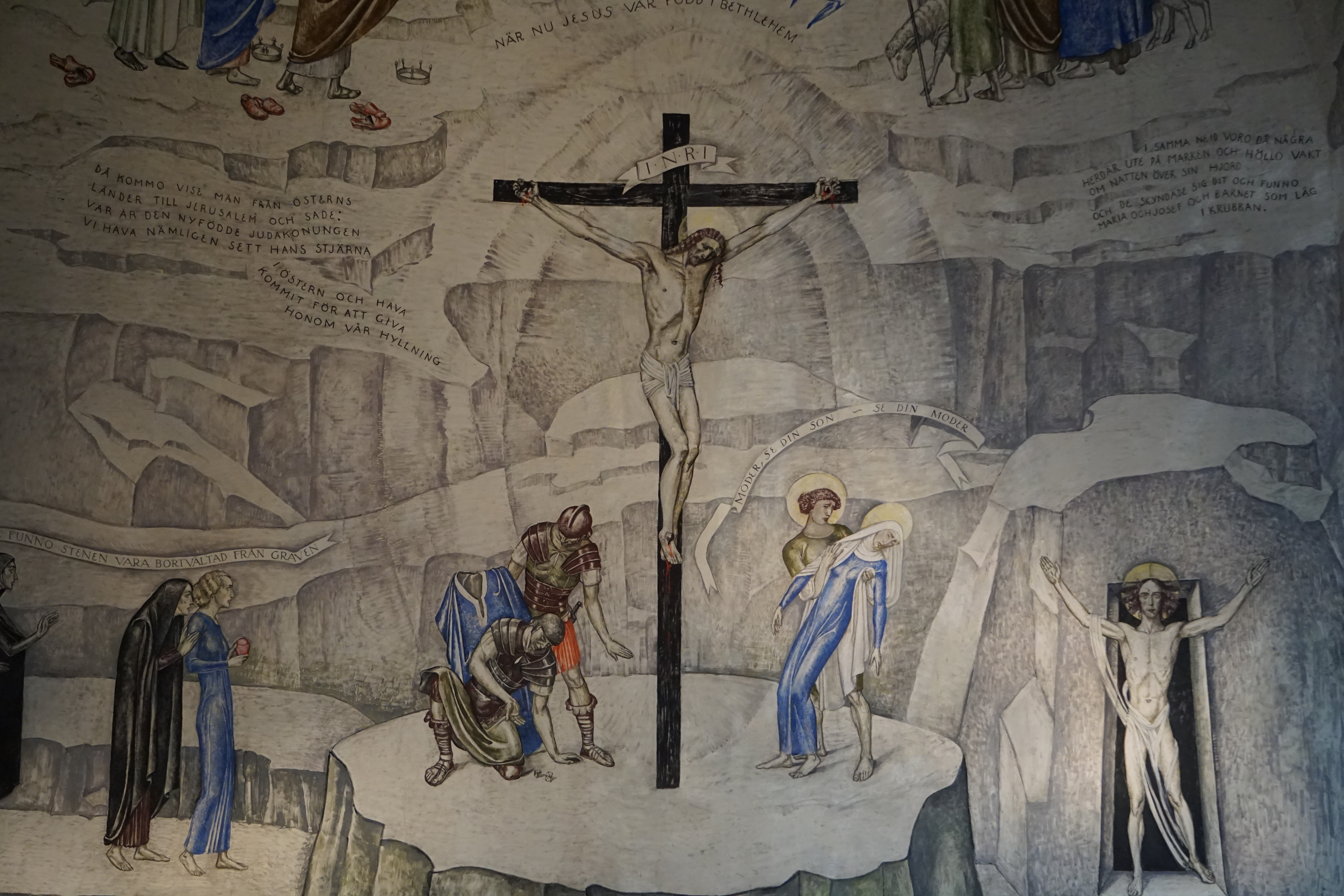
Détail du retable.
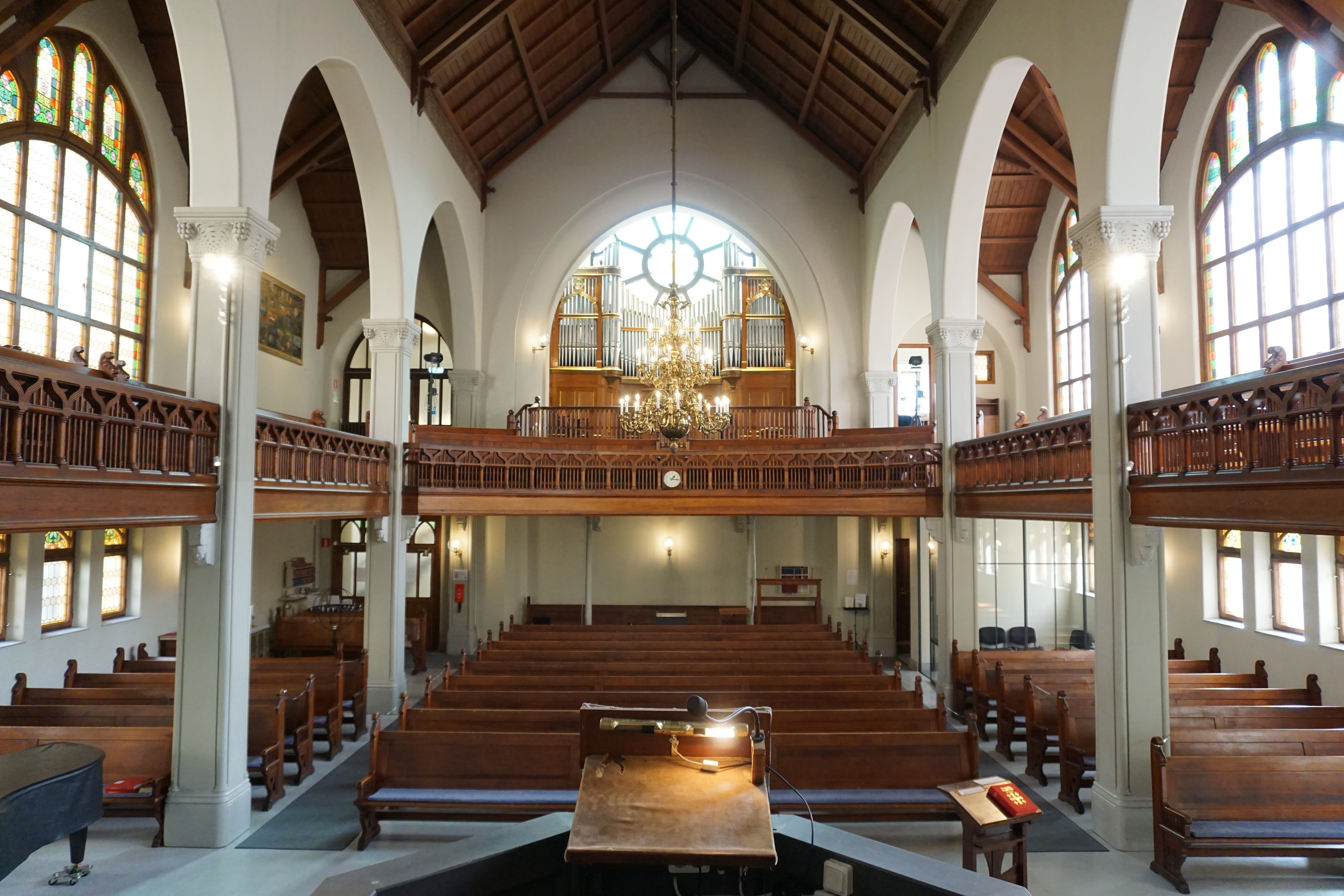
La nef vue de l'autel.
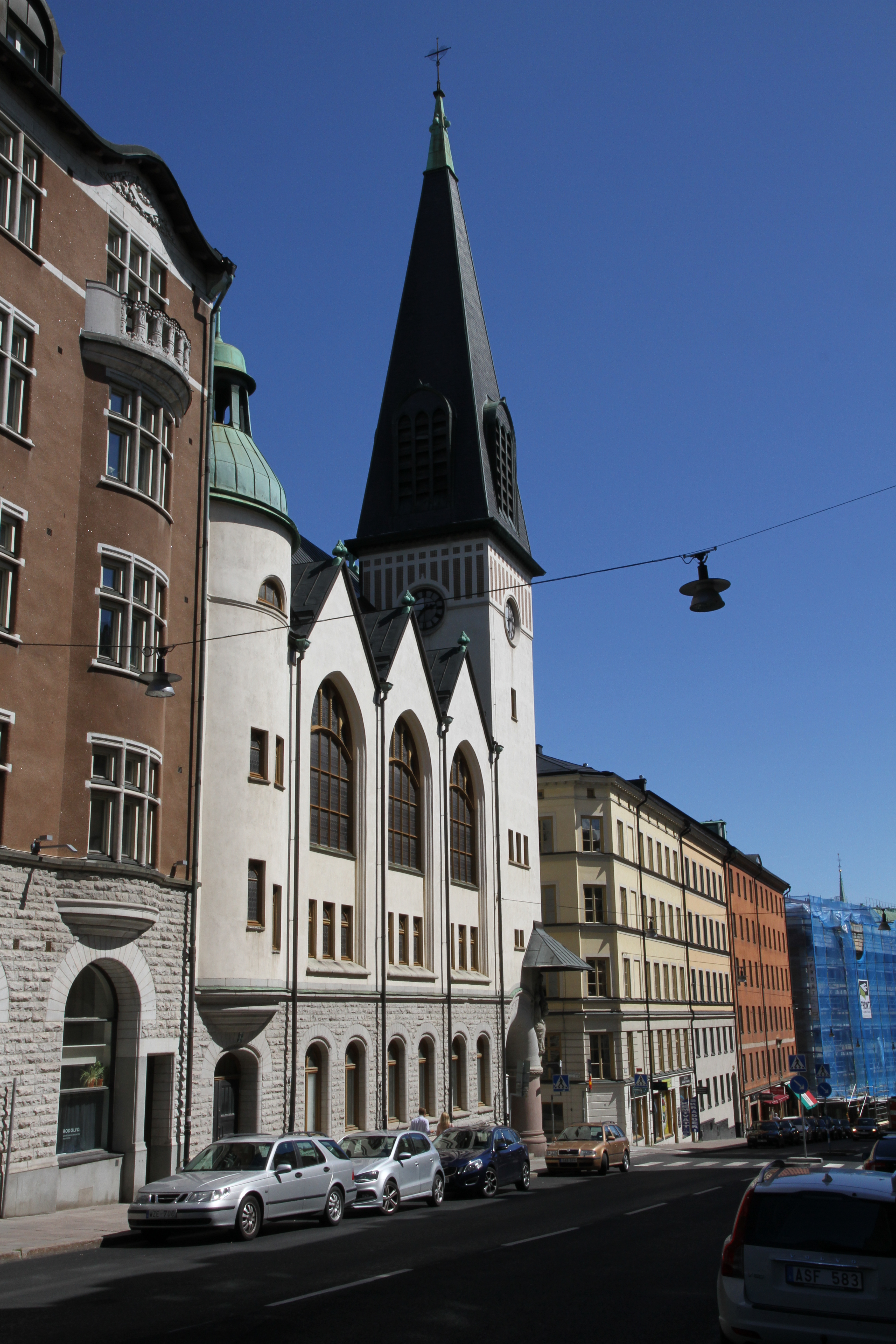
.